# سیارک ۲۳۶۸۰۰
سیارک ۲۳۶۸۰۰ (به انگلیسی: 236800 Broder، نامگذاری:2007QU3)۲۳۶۸۰۰مین سیارک کشف شده‌است که در ۲۴ اوت ۲۰۰۷ کشف شد.